# Jennifer Lawrence
Jennifer Shrader Lawrence, ameriška filmska in televizijska igralka, * 15. avgust 1990, Louisville, Kentucky, Združene države Amerike.
Jennifer Lawrence je imela glavne vloge v TBS-jevi seriji The Bill Engvall Show in neodvisnih filmih The Burning Plain ter Na sledi očetu, za katerega je prejela veliko pohval s strani filmskih kritikov ter nominacije za oskarja, zlati globus ter nagradi Satellite Award in Screen Actors Guild Award. Z dvajsetimi leti je postala druga najmlajša igralka, kar jih je bilo kdaj nominiranih za oskarja v kategoriji za »najboljšo igralko«. Poznana je tudi po svoji vlogi Mystique v filmu Možje X: Prvi razred. Leta 2012 je pritegnila še več pozornosti s svojo vlogo Katniss Everdeen v filmu Igre lakote: Arena smrti, upodobitvi istoimenskega romana Suzanne Collins. Tudi ta nastop so kritiki v glavnem hvalili, Jennifer Lawrence pa je postala najbolje plačana akcijska junakinja vseh časov. Zaradi njenega nastopa v tem filmu jo je revija Rolling Stone označila za »najbolj talentirano mlado igralko v Ameriki«.

## Zgodnje življenje
Jennifer Shrader Lawrence se je rodila v in bila vzgojena v Louisvilleu, Kentucky, Združene države Amerike. Ima dva starejša brata, Benjamina in Blaina. Benjamin je poročen z Meredith, s katero imata sina Davida, Blaine pa je poročen s Carson Massler. Njena mama, Karen (roj. Koch), vodi otroški poletni tabor, njen oče, Gary Lawrence, pa je včasih vodil gradbeno podjetje Lawrence & Associates. Pogosto je igrala v lokalnem gledališču in pri štirinajstih letih se je odločila, da bo postala igralka. Starše je prepričala, da jo odpeljejo v New York City, kjer si je poiskala agenta. Preden je uspela v Hollywoodu, je hodila na srednjo šolo Kammerer. Da bi se osredotočila na igralsko kariero, je maturirala dve leti prej, in sicer s povprečjem 3,9. Med odraščanjem je pogosto delala kot asistentka medicinske sestre v poletnem taboru svoje mame.

## Kariera

### 2006–2009: Zgodnja dela
Jennifer Lawrence ni nikoli hodila na učne ure igranja. Z igranjem je pričela, ko je dobila vlogo v TBS-jevi komični televizijski seriji The Bill Engvall Show; zaigrala je najstarejšo hčer Lauren Pearson. Serijo, ki se odvija v predmestju Denverja in govori o življenju Billa Pearsona (zaigral ga je Bill Engvall), družinskega psihologa, ki ima sam družino, potrebno pomoči, sta napisala in ustvarila Bill Engvall in Michael Leeson. Serijo so pričeli predvajati septembra 2006 in prenehali predvajati leta 2009, po treh sezonah. Za svoj nastop v seriji je Jennifer Lawrence prejela nagrado Young Artist Award v kategoriji za »izstopajočo mlado igralko v televizijski seriji«.
Poleg tega je Jennifer Lawrence tudi zaigrala manjše vloge v epizodah televizijskih serij The Devil You Know, Pod lupo pravice, Medij in Monk.
Leta 2008 je Jennifer Lawrence dobila manjšo vlogo, vlogo Tiff, v filmu Garden Party, ki ga je režiral Jason Freeland. Istega leta se je pojavila v režiserskem prvencu Guillerma Arriage, filmu The Burning Plain poleg Charlize Theron and Kim Basinger. Njen nastop ji je na tistoletnem beneškem filmskem festivalu prislužil nagrado Marcella Mastroiannija v kategoriji za »najboljšo vzhajajočo mlado igralko«.
Istega leta, leta 2008, je Jennifer Lawrence zaigrala glavno vlogo v filmskem prvencu Lori Petty, družinski drami The Poker House, kjer je poleg Selme Blair in Chloë Moretz zaigrala Agnes, mlado dekle, žrtev zlorabe. Za to vlogo je bila nagrajena z nagrado losangeleškega filmskega festivala v kategoriji za »izstopajoči nastop«. Leta 2009 se je pojavila v videospotu za pesem »The Mess I Made« glasbene skupine Parachute z njihovega albuma Losing Sleep.

### 2010 - danes: Preboj inIgre lakote
Njena vloga Debre Granik v filmu Na sledi očetu, ki je na filmskem festivalu Sundance leta 2010 prejel nagrado za najboljši film, velja za vlogo, s katero je Jennifer Lawrence dosegla preboj. V filmu je odigrala vlogo Ree Dolly, sedemnajstletnice iz ozarškega pogorja, ki mora po izginotju svojega očeta poskrbeti za svojo duševno bolno mater in mlajšega brata ter sestro. Ree odkrije, da je oče, preden je izginil, njihovo hišo zastavil kot varščino zase, sedaj pa družini grozi, da se bo morala izseliti. Njen nastop v filmu so razni filmsi kritiki zelo hvalili. David Denby iz revije The New Yorker je napisal, da si »filma ne sploh ne predstavljam z nekom manj karizmatičnim v vlogi Ree.« Tudi Peter Travers iz revije Rolling Stone jo je zelo pohvalil in napisal, da je »njen nastop več kot samo igranje, je prava nevihta. Oči Jennifer Lawrence so zemljevid tistega, kar skrbi Ree«. Jennifer Lawrence je bila za svoj nastop v tem filmu nagrajena z nagrado National Board of Review Award v kategoriji za »najboljši prebojni nastop«. 25. januarja 2011 je bila nominirana tudi za oskarja v kategoriji za »najboljšo igralko«, s čimer je postala druga najmlajša igralka, kar jih je bilo kdaj nominiranih za oskarja v tej kategoriji; za to vlogo je bila med drugim nominirana tudi za nagrade, kot so zlati globus, Screen Actors Guild Award, Independent Spirit Award in Satellite Award.
Jennifer Lawrence je leta 2009 posnela film Bober, črno komedijo z Jodie Foster in Melom Gibsonom; zaradi kontroverznosti v zvezi z Melom Gibsonom so film izdali nekoliko kasneje kot predvideno, šele 6. maja 2011. Poleg tega je Jennifer Lawrence tistega leta zaigrala tudi v neodvisnem filmu Like Crazy, ki se je premierno predvajal na 27. filmskem festivalu Sundance in ki ga je kasneje drugič izdalo podjetje Paramount Pictures.
18. junija 2011 so oznanili, da se bo Jennifer Lawrence pridružila Akademiji filmske umetnosti in znanosti (Academy of Motion Picture Arts and Sciences).
Junija 2011 je poleg Jamesa McAvoyja in Michaela Fassbenderja zaigrala negativni lik, Mystique, v filmu Možje X: Prvi razred, nadaljevanju ostalih delov iz filmske serije Možje X. Njena različica lika Mystique je mlajša različica lika, ki ga je v prejšnjih filmih zaigrala Rebecca Romijn.
Marca 2011 so Jennifer Lawrence ponudili vlogo Katniss Everdeen v filmu Igre lakote: Arena smrti, ki je temeljil na istoimenskem romanu Suzanne Collins. Čeprav je bila oboževalka knjig, je Jennifer Lawrence potrebovala tri dni preden je sprejela vlogo, saj jo je prestrašila pomembnost filma in dejstvo, da bo z njim zagotovo zelo hitro zaslovela. Še pred snemanjem filma je pričela z intenzivnim treningom, da se je pripravila na vlogo; trenirala je za kaskaderske prizore, vadila streljanje z lokom, plezala po gorah in drevesih, tekla, se borila, vadila pilates, jogo ter parkour. Film je izšel 23. marca 2012; postal je tretji najbolje prodajani film v enem vikendu vseh časov ter najbolje prodajani film, ki ni nadaljevanje, v treh dneh (v toliko časa je zaslužil 152,5 milijonov $). Dejstvo, da je film Igre lakote finančno požel toliko uspeha, je za vse akcijske filme z ženskami v glavni vlogi predstavljal veliko prelomnico, saj je med »200 mednarodno najbolje prodajanimi filmi (tistimi, ki so zaslužili več kot 350 milijonov $), ta film edini, v središču katerega je ženska akcijska zvezdnica«. Revija Forbes je napisala: »Nihče, ki je videl film Igre lakote: Arena smrti, ne more dvomiti o sposobnosti Jennifer Lawrence za igranje akcijske zvezdnice.« Jennifer Lawrence je trenutno najbolje plačana akcijska junakinja vseh časov.

»Jennifer Lawrence je ena od tistih igralk, ki jih kamera obožuje; njen videz se spreminja glede na različne prizore - nekje spominja na majhnega otroka, nekje na Kleopatro - in gledalce lahko prepriča, ne da bi se trudila. Je idealna filmska igralka.«

Todd McCarthy iz revije The Hollywood Reporter
Čeprav je film s strani filmskih kritikov prejemal v glavnem pozitivne ocene, je daleč največ hvale požel nastop Jennifer Lawrence kot Katniss Everdeen. Todd McCarthy iz revije The Hollywood Reporter, je, na primer, napisal, da pooseblja Katniss, »saj je točno takšna, kot si jo predstavljamo ob branju romanov« in da celoten film »napolni […] z neverjetno gravitacijo in lastno osebnostjo«. Kenneth Turan iz revije Los Angeles Times je dejal, da je Jennifer Lawrence »najboljša možna igralka za upodobitev Katniss in je glavni razlog za to, da je film Igre lakote: Arena smrti v sodobni filmski umetnosti pritegnil toliko pozornosti.« Filmski kritik revije Chicago Sun-Times, Roger Ebert, se je strinjal, da je »Lawrenceva v glavni vlogi zelo močna in prepričljiva«.
Jennifer Lawrence je filmsko upodobitev drugega dela trilogije Igre lakote, Kruto maščevanje, pričela snemati poleti 2012, izšel pa bo 22. novembra 2013. Poleg tega bo poleg Elisabeth Shue zaigrala v trilerju House at the End of the Street Marka Tonderaija, katerega snemanje se je končalo leta 2010 in trenutno poteka njegova post-produkcija. 21. novembra 2012 bo izšel film Davida O. Russlla, The Silver Linings Playbook, v katerem je zaigrala ob Bradleyju Cooperju in Robertu De Niru. Dobila je tudi vlogo »O« v filmu Savages, ki ga bo režiral Oliver Stone, vendar jo je zaradi prekrivanja urnikov morala zavrniti. Leta 2012 je nadomestila Angelino Jolie v trilerju Susanne Bier, The Falling, ki govori o obdobju iz velike depresije in temelji na romanu Serena Ronalda Rasha. Zaigrala bo vlogo Serene, ki ugotovi, da ne bo nikoli mogla moževih otrok, zato se odloči umoriti žensko, ki je njenemu možu rodila nezakonskega sina še pred njunim zakonom.
Oktobra 2012 so oznanili, da je Jennifer Lawrence postala novi obraz Diorja.

## Zasebno življenje
Rada slika, plete šale in puloverje, surfa in igra kitaro. Leta 2010 je na snemanju filma Možje X: Prvi razred spoznala angleškega igralca Nicholasa Houlta, s katerim je bila v razmerju do konca snemanja Možje X: Dnevi prihodnje preteklosti leta 2014. Od septembra 2016 do novembra 2017 je bila v razmerju s filmskim ustvarjalcem Darrenom Aronofskyim. Spoznala sta se na snemanju filma Mati!. Leta 2018 je šla v razmerje s Cookeom Maroneyjem, direktorjem umetniške galerije. Februarja 2019 sta se zaročila in oktobra poročila. Septembra 2021 je oznanila, da z možem pričakujeta prvega otroka.

## Filmografija

### Filmi
| Leto | Naslov                               | Vloga                    | Opombe |
| ---- | ------------------------------------ | ------------------------ | --- |
| 2008 | Garden Party                         | Tiff                     | |
| 2008 | The Poker House                      | Agnes                    | Nagrada losangeleškega filmskega festivala za izstopajoči nastop |
| 2008 | The Burning Plain                    | Mariana                  | Nagrada beneškega filmskega festivala - Nagrada Marcella Mastroiannija |
| 2010 | Na sledi očetu                       | Ree Dolly                | Chicago Film Critics Association Award za najbolj obljubljajočega igralca Detroit Film Critics Society Award za najboljšo igralko Florida Film Critics Circle - Nagrada Pauline Kael za preboj San Diego Film Critics Society Award za najboljšo igralko National Board of Review Award za najboljši prebojni nastop Nagrada mednarodnega filmskega festivala v Seattleu za najboljšo igralko Nagrada mednarodnega filmskega festivala v Stockholmu za najboljšo igralko Nagrada mednarodnega filmskega festivala v Palm Springsu za vzhajajočo zvezdo Toronto Film Critics Association Award za najboljšo igralko Vancouver Film Critics Circle Award za najboljšo igralko Washington D.C. Area Film Critics Association Award za najboljšo igralko Gotham Award za najbolj uspešno filmsko zasedbo Nominirana — Oskar za najboljšo igralko Nominirana — Broadcast Film Critics Association Award za najboljšo igralko Nominirana — Chicago Film Critics Association Award za najboljšo igralko Nominirana — Chlotrudis Award za najboljšo igralko Nominirana — Dallas-Fort Worth Film Critics Association Award za najboljšo igralko Nominirana — Zlati globus za najboljšo igralko - Filmska drama Nominirana — Houston Film Critics Society Award za najboljšo igralko Nominirana — Independent Spirit Award za najboljšo glavno žensko igralko Nominirana — Las Vegas Film Critics Society Award za najboljšo igralko Nominirana — Las Vegas Film Critics Society Award za najboljšega mladega igralca v filmu Nominirana — London Film Critics Circle Award za igralko leta Nominirana — Los Angeles Film Critics Association Award za najboljšo igralko Nominirana — Online Film Critics Society Award za najboljšo igralko Nominirana — Satellite Award za najboljšo igralko - Filmska drama Nominirana — Southeastern Film Critics Association Award za najboljšo igralko Nominirana — St. Louis Gateway Film Critics Association Award za najboljšo igralko Nominirana — Phoenix Film Critics Society Award za najboljšo igralko Nominirana — Screen Actors Guild Award za izstopajoči nastop ženske igralke v glavni vlogi Nominirana — Gotham Award za najboljši prebojni nastop Nominirana — Nagrade irske televizije in filma za najboljšo filmsko igralko Nominirana — Prism Award za najboljši filmski nastop Nominirana — Young Artist Award za najboljši nastop glavne mlade igralke v filmu Nominirana — Critics' Choice Movie Award za najboljšo mlado igralko Nominirana — Critics' Choice Movie Award za najboljšo igralko Nominirana — Empire Award za najboljšega začetnika |
| 2011 | Like Crazy                           | Sam                      | |
| 2011 | Bober                                | Norah                    | |
| 2011 | Možje X: Prvi razred                 | Raven Darkhölme/Mystique | IGN Award za najboljšo igralsko zasedbo Nominirana — Teen Choice Award za najboljšo kemijo Nominirana — Teen Choice Award za novo žensko zvezdo Nominirana — Scream Award za najboljšo fantazijsko igralko Nominirana — Teen Choice Award za izbiro ženske prebojne filmske zvezdnice Nominirana — People's Choice Award za najljubšo igralsko zasedbo Nominirana — People's Choice Award za najljubšo filmsko superjunakinjo |
| 2012 | Igre lakote: Arena smrti             | Katniss Everdeen         | MTV Movie Award za najboljši ženski nastop MTV Movie Awards za najboljši pretep Teen Choice Award za najboljšo znanstveno-fantastično/fantazijsko igralko Teen Choice Award za najboljši poljub Teen Choice Award za najboljšo kemijo Critics' Choice Movie Award za najboljšo akcijsko igralko Empire Award za najboljšo igralko People's Choice Award za najljubšo filmsko igralko People's Choice Award za najboljši obraz herojstva People's Choice Award za najboljšo kemijo Santa Barbara International Film Festival Award za izstopajoči nastop leta Nominirana — MTV Movie Award za najboljši poljub Nominirana — MTV Movie Award za najboljšo igralsko zasedbo Nominirana — Kids' Choice Award za najljubšo filmsko igralko Nominirana — Rembrandt Award za najboljšo mednarodno igralko |
| 2012 | Hiša na koncu ulice                  | Elissa                   | Nominirana — MTV Movie Award za najbolj »strašni kot sr***« nastop |
| 2012 | Za dežjem posije sonce               | Tiffany Maxwell          | AACTA International Award za najboljšo igralko Academy Award (Oskar) za najboljšo igralko Critics' Choice Movie Award za najboljšo filmsko zasedbo Critics' Choice Movie Award za najboljšo igralko v komediji Independent Spirit Award za najboljšo glavno žensko igralko Zlati globus za najboljšo igralko - Filmska komedija ali muzikal MTV Movie Award za najboljši ženski nastop MTV Movie Award za najboljši poljub Santa Barbara International Film Festival Award za izstopajoči nastop leta Screen Actors Guild Award za izstopajoči nastop igralke v glavni vlogi Satellite Award za najboljšo stransko igralko Nominirana — Screen Actors Guild Award za izstopajoči nastop igralne zasedbe Nominirana — MTV Movie Award za najboljšo glasbo Nominirana — MTV Movie Award za najboljšo kemijo Nominirana — BAFTA za najboljšo igralko v glavni vlogi Nominirana — Critics' Choice Movie Award za najboljšo igralko Nominirana — Dorian Award za najboljšo filmsko izvedbo leta - Igralka Nominirana — Gotham Award za najbolj uspešno filmsko zasedbo |
| 2013 | The Devil You Know                   | Mlajša Zoe Hughes        | Posneto leta 2007 |
| 2013 | Igre lakote: Krvavo maščevanje       | Katniss Everdeen         | MTV Movie Award za najboljši ženski nastop Kids' Choice Award za najljubšo filmsko igralko Rembrandt Award za najboljšo mednarodno igralko Teen Choice Award za najboljšo znanstveno-fantastično/fantazijsko igralko Nominirana — Critics' Choice Movie Award za najboljšo akcijsko igralko Nominirana — Empire Award za najboljšo igralko Nominirana — MTV Movie Award za najboljši pretep Nominirana — MTV Movie Award za najljubši lik Nominirana — Teen Choice Award za najboljši poljub |
| 2013 | Ameriške prevare                     | Rosalyn Rosenfeld        | AACTA International Award za najboljšo stransko igralko BAFTA za najboljšo igralko v stranski vlogi Critics' Choice Movie Award za najboljšo igralno zasedbo Zlati globus za najboljšo stransko igralko - Film Screen Actors Guild Award za izstopajoči nastop igralne zasedbe Nominirana — Screen Actors Guild Award za izstopajoči nastop igralke v stranski vlogi Nominirana — Satellite Award za najboljšo stransko igralko Nominirana — Oskar za najboljšo stransko igralko Nominirana — MTV Movie Award za najboljšo glasbo Nominirana — MTV Movie Award za najboljši poljub Nominirana — Critics' Choice Movie Award za najboljšo stransko vlogo Nominirana — Empire Award za najboljšo stransko igralko Nominirana — Teen Choice Award za najboljšo filmsko igralko - Filmska drama |
| 2014 | Možje X: Dnevi prihodnje preteklosti | Raven Darkhölme/Mystique | Kids' Choice Award za najljubšo akcijsko igralko People's Choice Award za najljubšo filmsko igralko People's Choice Award za najljubšo akcijsko filmsko igralko Teen Choice Award za najboljšo znanstveno-fantastično/fantazijsko igralko |
| 2014 | Serena                               | Serena Pemberton         | |
| 2014 | Igre lakote: Upor, 1. del            | Katniss Everdeen         | MTV Movie Award za najboljšo glasbo Kids' Choice Award za najljubšo akcijsko igralko Teen Choice Awards za najboljšo znanstveno-fantastično/fantazijsko igralko Nominirana — Critics' Choice Movie Award za najboljšo akcijsko igralko Nominirana — MTV Movie Award za najboljšo junakinjo Nominirana — MTV Movie Award za najboljši ženski nastop Nominirana — Saturn Award za najboljšo igralko Nominirana - Teen Choice Awards za najboljši poljub |
| 2015 | Igre lakote: Upor, 2. del            | Katniss Everdeen         | Post-prudukcija |
| 2015 | Joy                                  | Joy Mangano              | |
| 2016 | Možje X: Apokalipsa                  | Raven Darkhölme/Mystique | |
| 2016 | Potniki                              | Aurora Lane              | |
| 2017 | Mati!                                | Mati                     | |
| 2018 | Rdeči vrabec                         | Dominika Egorova         | |
| 2019 | Love, Antosha                        | Ona                      | |
| 2019 | Možje X: Temni Feniks                | Raven Darkhölme/Mystique | |
| 2021 | Don't Look Up                        | Kate Dibiasky            | |

|}

### Televizija
| Leto      | Naslov                       | Vloga                       | Opombe                                                                                          |
| --------- | ---------------------------- | --------------------------- | ----------------------------------------------------------------------------------------------- |
| 2006      | Company Town                 | Caitlin                     | Televizijski film                                                                               |
| 2006      | Monk                         | Maskota                     | 1 epizoda: »Mr. Monk and the Big Game«                                                          |
| 2007      | Not Another High School Show | Dekle                       | Televizijski film                                                                               |
| 2007–2008 | Medij                        | Claire Chase Mlajša Allison | 2 episodes: »Mother's Little Helper« in »But for the Grace of God«                              |
| 2007      | Pod lupo pravice             | Abby Bradford               | 1 epizoda: »A Dollar, a Dream«                                                                  |
| 2007–2009 | The Bill Engvall Show        | Lauren Pearson              | Stranska vloga, 30 epizod Young Artist Award za izstopajočo mlado igralko v televizijski seriji |
| 2013      | Saturday Night Live          | Gostiteljica                | 1 epizoda                                                                                       |
| 2017      | Jimmy Kimmel Live!           | Gostiteljica                | 1 epizoda                                                                                       |